# 松江工業高等専門学校
松江工業高等専門学校（まつえこうぎょうこうとうせんもんがっこう、英称:National Institute of Technology, Matsue College）は、島根県松江市にある日本の国立高等専門学校。1964年に設置された。略称は松江高専。全国に51校ある国立高等専門学校の一校。

## 沿革
- 1962年9月25日 松江市に松江工業高等専門学校設立期成会が設置された。
- 1964年4月1日 松江工業高等専門学校開校(機械工学科・電気工学科・土木工学科の3学科)
- 1969年4月1日 生産機械工学科設置
- 1987年4月1日 生産機械工学科を電子制御工学科に改組
- 1992年4月1日 情報工学科設置
- 2002年4月1日 専攻科設置(生産･建設システム工学専攻・電子情報システム工学専攻の2専攻）
- 2004年4月1日 土木工学科を環境･建設工学科に改称
- 2005年2月14日 環境マネジメントシステムISO14001取得
- 2015年4月1日 電気工学科を電気情報工学科に改称
- 2020年5月18日 新実習工場「イノベーション・ハブ・まつえ」完成披露式を挙行。

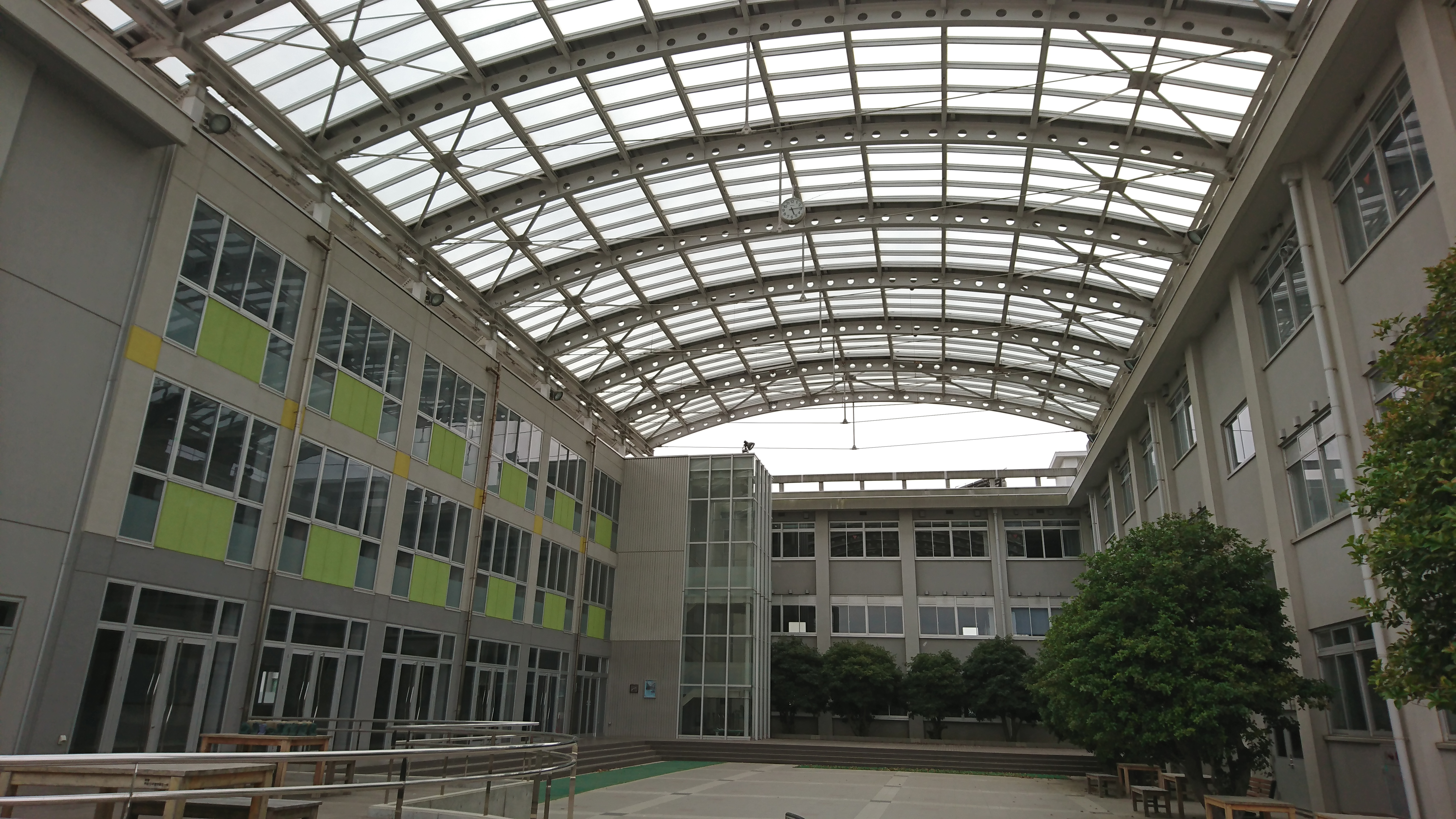
学校敷地内にある「学びの庭」

## 設置学科

### 学科（準学士課程）
- 機械工学科
- 電気情報工学科
- 電子制御工学科
- 情報工学科
- 環境・建設工学科

### 専攻科（学士課程）
- 生産･建設システム工学専攻
- 電子情報システム工学専攻

## 課外活動
学校教育の一環として、学生の自主的、自発的な参加による課外活動組織を設けている。

### 部活・同好会活動[2]

#### 文化系部活動等
| - 文芸部 - 写真部 - 吹奏楽部 - 情報科学研究部 | - 囲碁将棋部 - 郷土研究部 - 書道部 - 美術同好会 | - 漫画研究同好会 - 数学同好会 - 社会奉仕部（休部中） - 理科部（休部中） |

#### 体育系部活動等
| - 陸上競技部 - 柔道部 - 剣道部 - テニス部（女子は休部中） - ソフトテニス部（女子は休部中） - バレーボール部 - 女子バレーボール部 | - バスケットボール部 - 女子バスケットボール部 - サッカー部 - 卓球部 - ボート部 - 高野連野球部 - 高専野球部 | - ラグビー部 - 水泳部 - アーチェリー部（休部中） - ハンドボール部 - 弓道部 - バドミントン部 |

### コンテスト
- ロボコン（高専ロボコン）
- プロコン（プログラミングコンテスト）
- デザコン（デザインコンペティション）
- 英語プレコン（英語プレゼンテーションコンテスト）
- レスコン（レスキューロボットコンテスト）
- エコラン（省エネカーレース）

### 研究会
- クイズ研究会

## 著名な出身者
- 佐々木理江 - 政治家（大阪市議会議員）、元グラビアアイドル・タレント。島根大学総合理工学部に編入、卒業。
- 木村嘉富 - 官僚（国土交通省国土技術政策総合研究所所長）。長岡技術科学大学大学院修了。
- ねーさん（本名：下問 晶子／しもどい あきこ）- 美女木ジャンクション (音楽グループ)
- ロシアン佐藤 - フードファイター
- 小笹大輔 - Official髭男dism（ロックバンド）
- 若林祐衣（難聴うさぎ） - 聴覚障害者、YouTuber